# بروکلین (آیووا)
بروکلین (به انگلیسی: Brooklyn) شهری در ایالت آیووا کشور ایالات متحده آمریکا است که جمعیت آن در سرشماری سال ۲۰۱۰ میلادی، ۱٬۴۶۸ نفر بوده‌است.